# Verbascum schimperianum
Verbascum schimperianum är en flenörtsväxtart som beskrevs av Pierre Edmond Boissier. Verbascum schimperianum ingår i släktet kungsljus, och familjen flenörtsväxter. Inga underarter finns listade i Catalogue of Life.